# Elmar Theveßen

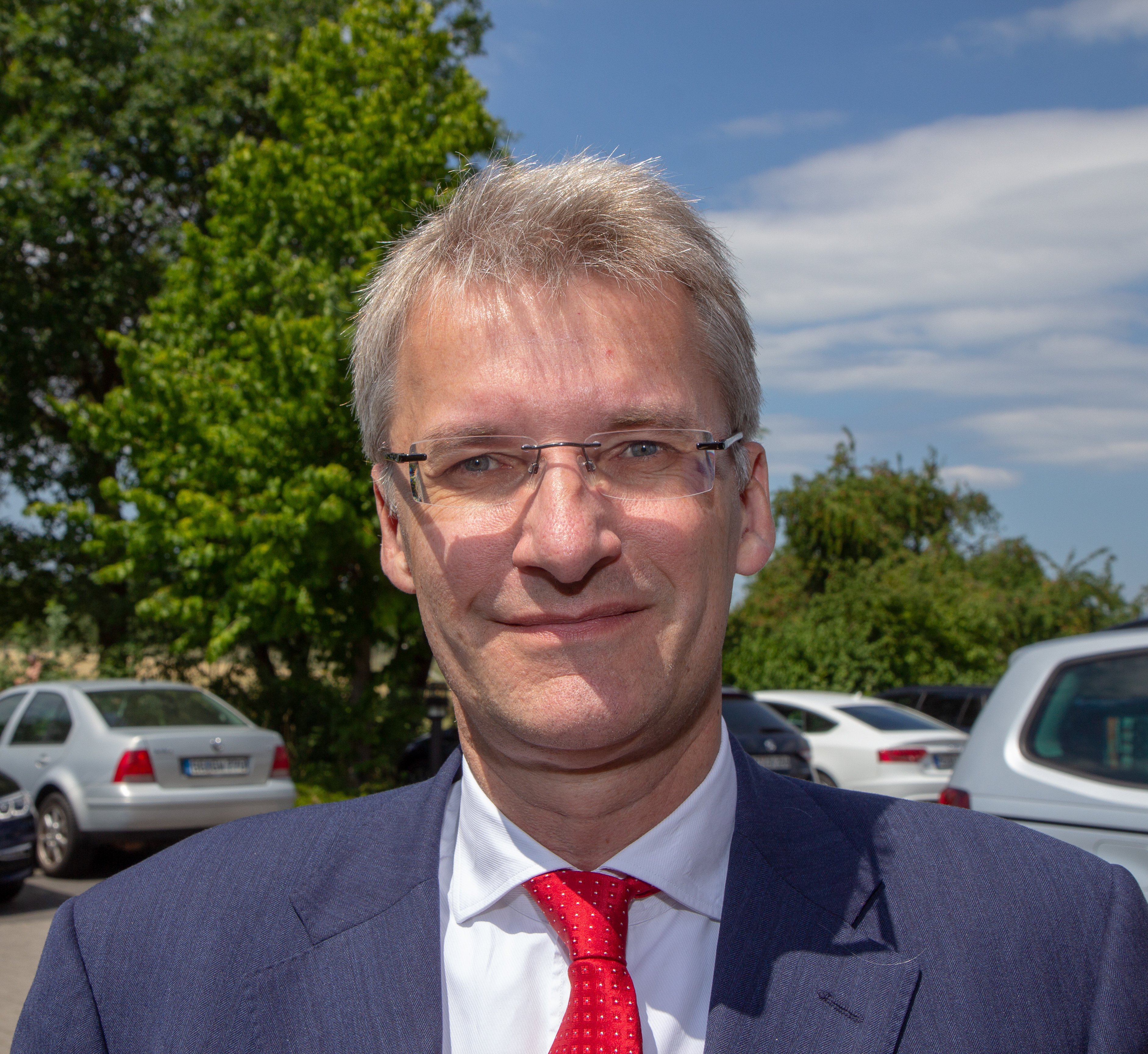
Elmar Theveßen (2018)

Elmar Theveßen (* 3. Juni 1967 in Viersen) ist ein deutscher Fernsehjournalist und Autor.

## Herkunft und Ausbildung
Elmar Theveßen wuchs als zweiter von drei Söhnen des Kaufmanns Hans Theveßen und dessen Frau Ingeborg, geb. Neikes, in Viersen auf, wo sein Vater ein Möbelhaus führte. Nach dem Abitur am Albertus-Magnus-Gymnasium Viersen-Dülken 1986 studierte Theveßen von 1987 bis 1993 Geschichte, Germanistik und Politikwissenschaft an der Rheinischen Friedrich-Wilhelms-Universität in Bonn mit Abschluss Magister Artium. Nebenbei studierte er das Fach „Foreign Policy“ und „Journalism“ an der American University in Washington, D.C.

## Fernsehen
Von 1991 bis 1995 war Theveßen Politikredakteur im ZDF-Studio Bonn und bis 2001 dann Auslandskorrespondent im ZDF-Studio in Washington, D.C. Er war in den Jahren 2001 und 2002 als Reporter für das Magazin Frontal21 tätig.
Ab 2003 war er Chef vom Dienst der ZDF-Hauptredaktion „Aktuelles“ (u. a. für heute und das heute-journal). Von Juni 2007 bis Februar 2019 war er Leiter der ZDF-Hauptredaktion „Aktuelles“ und stellvertretender Chefredakteur des ZDF. Für das ZDF verantwortete er die dreiteilige Dokumentation Die geheimen Staaten von Amerika.
Seit dem 1. März 2019 ist Theveßen Leiter des ZDF-Studios in Washington, D.C. Seine Nachfolge im Amt des stellvertretenden Chefredakteurs übernahm Bettina Schausten, die auch Leiterin der Hauptredaktion Aktuelles des ZDF wurde.
Er bewarb sich 2024 als Nachfolger für den scheidenden WDR-Intendanten Tom Buhrow. Außer ihm standen auch Vernau, Schönenborn und Fuhst dem Rundfunkrat am 27. Juni 2024 zur Wahl. Da im ersten Wahlgang keiner die absolute Mehrheit hatte, wurde ein zweiter Wahlgang zwischen den Bestplatzierten Vernau und Fuhst notwendig. Vernau erhielt im zweiten Wahlgang 36 der 55 Stimmen.

## Mitgliedschaften
- Theveßen ist Mitglied der Atlantik-Brücke.[8]
- Seit 2018 ist Theveßen Mitglied des Kuratoriums der Fridtjof-Nansen-Akademie für politische Bildung im Weiterbildungszentrum Ingelheim.[9]

## Auszeichnungen
- 1994: Medienpreis des Deutschen Bundestages
- 1996: Nominierung für den Telestar
- 1998, 2002, 2003: Radio-, TV- und Neue-Medien-Preis der RIAS-Kommission
- 2011: Bul le Mérite des Bundes Deutscher Kriminalbeamter
- Deutscher Fernsehpreis 2012 für die Dokumentation 9/11
- 2023: Hanns-Joachim-Friedrichs-Preis

## Publikationen

### Schläfer mitten unter uns (2002)
Militärisch kann der Terrorismus nicht besiegt werden, nur ein wirklicher Dialog der Kulturen führt aus der Sackgasse, so das Fazit des Klappentextes. Der Rezensent der Frankfurter Rundschau hebt hervor, dass Theveßen die Anschläge vom 11. September durchaus nicht für so überraschend hält, wie es später dargestellt wurde, sondern dass es Anzeichen und Warnungen genug gab.
Die Effektivität und der Zerstörungswille der Terroristen werde noch immer unterschätzt und gleichzeitig würden die Rechte der Bürger in den westlichen Staaten immer weiter eingeschränkt. Die westlichen Demokratien würden mit dem Problem Terrorismus nicht fertig, aber neue Politikkonzepte seien nicht in Sicht, stellt Florian Peter Kühn fest.

### Die Bush-Bilanz (2004)
Die Rezension Hartmut Jennerjahns (Deutschlandradio Berlin) kommt zu der Einschätzung, Theveßen verberge seine Distanz zu Bush nicht, schon der Untertitel sei unmissverständlich: „Wie der US-Präsident sein Land und die Welt betrogen hat.“ Mit vielen Zitaten belege der Autor die inneramerikanische Debatte zur Politik des Präsidenten und den Makel einer fragwürdigen Stimmenauszählung im Bundesstaat Florida. Der Präsident orientiere sich an einer schablonenhaften Sicht von Gut und Böse.

### Terroralarm (2005)
Nach der Darstellung des Klappentextes konstatiert Elmar Theveßen, dass die deutsche Politik die tatsächliche Bedrohung unterschätze. Er erörtert Möglichkeiten, potentielle Attentäter aufzuspüren. Dabei tritt er dafür ein, den Dialog zu suchen, statt Muslime auszugrenzen. Bei der Darstellung der Probleme der Bedrohung und der mangelnden Fähigkeiten Deutschlands beim Katastrophenschutz sei der Autor eher in seinem Element als bei der Islamismusanalyse, für die ihm die nötigen religionsgeschichtlichen Kenntnisse fehlten, so der Rezensent der Welt, Martin Riexinger.

### Terror in Deutschland (2016)
Im Prolog seines Buches zu den tödlichen Strategien der islamisten (Untertitel) schreibt Theveßen, 9/11 sei eine große Falle gewesen, bei der wir so wie immer gehandelt hätten: „kurzfristig, reflexhaft, berechenbar“:  „Wir haben einen Krieg gegen den Terrorismus organisiert, der allein durch Streitkräfte, Nachrichtendienste und Polizei geführt wurde. Dabei haben wir völlig versagt, um die Köpfe und die Herzen derer zu kämpfen, die jetzt die neue Generation eines Terrors ungekannten Ausmaßes sind.“
Im folgenden ersten Kapitel analysiert Theveßen die Ausbreitung des Terrors und die Farce seiner Bekämpfung, danach die zweite Phase der isolierten Anschläge und das Drehbuch des Terrors, das seit vielen Jahren im Internet stehe und eine existentielle Bedrohung für die ganze Welt darstelle.
Das dritte Kapitel widmet sich der Entstehung des Islamismus mit Wissen und Unterstützung der USA, Kapitel vier dem leeren Aktionismus der Behörden, denen die Bedrohung schon lange bekannt gewesen sei.
Im Kapitel „Kampf der Kulturen“ analysiert der Autor die rechtsradikalen Vorurteile gegenüber dem Islam. In dem Kapitel „Die Zukunft positiv gestalten“ entwirft er einen Wechsel der Perspektive von einer „sicherheitsgetriebenen Politik“ zu einer „menschengetriebenen Politik“. Im letzten Kapitel fordert er die Erneuerung der deutschen Sicherheitspolitik.

## Positionen und Rezeption
Im ZDF wird Theveßen auch als Experte für Terrorismus, organisierte Kriminalität, Wirtschaftskriminalität und Nachrichtendienste bezeichnet. Nach den Anschlägen in Norwegen 2011 wurde er kritisiert, nachdem er fernab der Tatsachenlage einen islamistischen Terroranschlag nicht ausgeschlossen hatte.
Sein Buch Deadline : wie das System Trump die Demokratie aushöhlt und uns alle gefährdet stand im Juni 2025 auf der Spiegel-Bestsellerliste Sachbuch Hardcover auf den Plätzen 15 und 17.

## Zitat
„...es ist nur eine Frage der Zeit, bis die Anhänger des IS ihren Krieg über Einzeltaten hinaus in die Straßen deutscher Städte tragen. Höchste Zeit, der Bedrohung neu und anders entgegenzutreten. Dazu bedarf es eines nationalen Konzepts, eingebettet in einen internationalen Masterplan. Unverzichtbare Grundlage dafür sind eine klare Definition nationaler Interessen der Bundesrepublik Deutschland und eine verlässliche Beteiligung an ihrer Durchsetzung.“

## Schriften
- Schläfer mitten unter uns. Droemer, München 2002; aktualisierte Taschenbuchausgabe: Knaur, München 2004, ISBN 3-426-77730-4.
- Die Bush-Bilanz. Wie der US-Präsident sein Land und die Welt betrogen hat. Droemer, München 2004, ISBN 3-426-27327-6.
- Terroralarm. Deutschland und die islamistische Bedrohung. Rowohlt Berlin, Berlin 2005, ISBN 3-87134-548-2.
- Al-Qaida. Wissen was stimmt. Herder, Freiburg im Breisgau 2009, ISBN 978-3-451-06107-3.
- Nine-Eleven. Der Tag, der die Welt veränderte. Propyläen, Berlin 2011, ISBN 978-3-549-07381-0.
- Terror in Deutschland. Die tödliche Strategie der Islamisten. Piper, München 2016, ISBN 978-3-492-05803-2.
- Die Zerstörung Amerikas: Wie Donald Trump sein Land und die Welt für immer verändert. Piper, München 2020, ISBN 978-3-492-07058-4.
- Kampf der Supermächte : Amerika und China auf Konfrontationskurs. Piper, München 2022, ISBN 978-3-492-07300-4.

- Deadline : wie das System Trump die Demokratie aushöhlt und uns alle gefährdet. Piper, München 2025, ISBN 978-3-492-07332-5.